# A Social Deception
Pour plus de détails, voir Fiche technique et Distribution.
A Social Deception est un film muet américain réalisé par Thomas N. Heffron et sorti en 1916.

## Fiche technique
- Réalisation : Thomas N. Heffron
- Scénario : Grace MacGowan Cooke
- Date de sortie : États-Unis : 1er avril 1916

## Distribution
- Eugenie Besserer
- James Bradbury Sr.
- Grace Darmond
- Al W. Filson
- Harry Mestayer
- Wheeler Oakman
- Vivian Reed